# Tyraneczek szaropierśny
Tyraneczek szaropierśny, smukłodziobek białobrzuchy (Oncostoma griseipectus) – gatunek małego ptaka z rodziny muchotyranikowatych (Pipromorphidae). Występuje w Amazonii oraz we wschodniej Brazylii.

## Systematyka
Tyraneczek szaropierśny przez wielu autorów zaliczany jest do rodzaju Hemitriccus. Takson ten bywał często łączony w jeden gatunek z tyraneczkiem szlarnikowym (O. zosterops), ale różnią się od siebie upierzeniem i wokalizacją.
Wyróżniane są dwa podgatunki O. griseipectus:
- O. griseipectus griseipectus – od południowo-wschodniego Peru do północnej Boliwii i centralnej części Amazonii.
- O. griseipectus naumburgae – wschodnia Brazylia.

### Etymologia nazwy naukowej
Nazwa rodzajowa:
- Oncostoma – wywodzi się z języka greckiego – ογκος (onkos) oznacza „objętość, masa, ciężar”; στομα (stoma), στοματος (stomatos) – „usta”[7]
- Hemitriccus – wywodzi się z języka greckiego – przedrostek ἡμι- (hemi-) oznacza „mały”, natomiast τρικκος (trikkos) to „niezidentyfikowany mały ptak”[8].

Epitet gatunkowy: ma źródło w łacinie – griseum oznacza „szary”, a pectus, pectoris – „pierś”.

## Charakterystyka
Ciało tyraneczka szaropierśnego osiąga długość 11 cm i masę 7,9–10 g. Skrzydło samca średnio mierzy 52–55 mm, a samicy 47 mm. Długość ogona samca to 48–50 mm, zaś w przypadku samicy wartość ta wynosi 41 mm. Długość dzioba to 12 mm. Upierzenie jasne, oliwkowozielone w górnych partiach ciała, od spodu szarobiałe. Skrzydła ciemniejsze. Żółtawozielone końcówki i brzegi pokryw skrzydłowych. Lotki z wąskim, jasnożółtym paskiem na samym brzegu. Pokrywy uszne jasnoszare. Kantarek jasny. Dziób o spłaszczonym kształcie, czarny, z pomarańczową podstawą żuchwy. Nogi ciemnoszare. Obrączka otaczająca oko o białym zabarwieniu, tęczówka o kolorze słomkowym, prawie białym, żółtym lub białożółtym.

## Występowanie

### Środowisko
Tyraneczek szaropierśny jest spotykany przede wszystkim w lasach, szczególnie w podszycie leśnym. Występuje na wysokościach do 850–900 m n.p.m.

### Zasięg występowania
Gatunek osiadły. Zamieszkuje Boliwię, Brazylię oraz Peru.

## Tryb życia i zachowanie
Poszukuje pożywienia na ziemi najczęściej samotnie, rzadziej w parach. W skład jego diety wchodzą przede wszystkim owady. Bardzo rzadko łączy się w stada.

### Głos
Opisywany jako kwidíp lub kwididíp z przerwami trwającymi 2–3 sekundy. Samce wydają dźwięki przez większość dnia, nawet w momentach, gdy odnotowuje się najwyższe temperatury.

## Status
IUCN uznaje tyraneczka szaropierśnego za gatunek najmniejszej troski (LC, Least Concern) nieprzerwanie od 2006 roku. Liczebność światowej populacji nie została oszacowana, ale ptak ten opisywany jest jako rzadki, lokalnie dość pospolity. BirdLife International uznaje trend liczebności populacji za stabilny, choć spodziewany jest spadek liczebności ze względu na wylesianie Amazonii.